# Tenue de soirée
Pour l’article homonyme, voir Tenue de soirée (émission de télévision).
Pour plus de détails, voir Fiche technique et Distribution.
Tenue de soirée est une comédie noire française écrite et réalisée par Bertrand Blier, sortie en 1986.

## Synopsis
Antoine (Michel Blanc) et Monique (Miou-Miou) forment un couple à la dérive, malgré l'amour qu'Antoine porte à Monique. Un soir, alors qu'ils se trouvent dans un bal, elle houspille violemment son compagnon en lui reprochant sa situation désastreuse : ceux-ci en sont effectivement réduits à vivre été comme hiver dans une caravane vétuste.
Un inconnu nommé Bob (Gérard Depardieu) assiste à la scène et intervient inopinément en giflant Monique tout en prenant la défense d'Antoine, puis en lui jetant une liasse de billets de banque. Devant le bagou et le charisme de cet homme, le couple accepte de le suivre dans le cambriolage de maisons bourgeoises. Un trio se met alors en place et Bob semble plus intéressé par Antoine que par Monique. Cette dernière voyant son niveau de vie augmenter grâce à la présence de Bob, encourage même Antoine à céder aux sollicitations de ce « mastodonte » qui souhaite entreprendre une relation homosexuelle avec lui.
Antoine finit par céder à ses avances et même à y prendre goût mais il perd Monique qui sera peu après « vendue » par Bob à un proxénète du nom de Pedro (Michel Creton). Bob domine et manipule Antoine puis le pousse à se travestir. Mais leur relation se dégrade rapidement, notamment du fait des infidélités de Bob. Ils retrouvent par la suite Monique et, dans la scène finale, le trio gagne sa vie en se prostituant, les deux hommes devenant tous deux travestis.

## Fiche technique
Sauf indication contraire, les informations mentionnées dans cette section peuvent être confirmées par la base de données cinématographiques Unifrance,  présente dans la section « Liens externes ».
- Titre original : Tenue de soirée
- Réalisation : Bertrand Blier
- Assistants réalisateur : Bertrand Arthuys, Luc Goldenberg, Hiromi Rollin
- Scénario : Bertrand Blier
- Décors : Théobald Meurisse
- Costumes : Michèle Cerf
- Photographie : Jean Penzer
- Son : Bernard Bats et Dominique Hennequin
- Montage : Claudine Merlin
- Musique : Serge Gainsbourg
- Producteurs : René Cleitman, Gérard Depardieu et Philippe Dussart
- Sociétés de production : Hachette Première et Cie, Ciné Valse et Les Productions Philippe Dussart ; DD Productions (coproduction)
- Sociétés de distribution : Acteurs auteurs associés ; Filimpex (Belgique)
- Pays de production : 100 %  France
- Langue de tournage : français
- Format : couleur - 2,35:1 - Mono - 35 mm
- Genre : comédie noire
- Durée : 81 minutes
- Tournage : du 16 décembre 1985 au 7 février 1986
- Date de sortie : 
  - France : 23 avril 1986
  - Belgique : 15 mai 1986
  - Canada : 15 septembre 1986 (Festival international du film de Toronto 1986)
- Classification :
  - France : tous publics avec avertissement (visa d'exploitation no 61228 délivré le 9 mai 1990[1])

## Distribution
- Michel Blanc : Antoine
- Gérard Depardieu : Bob
- Miou-Miou : Monique
- Michel Creton : Pedro
- Jean-François Stévenin : l'homme du couple au lit
- Mylène Demongeot : la femme du couple au lit
- Jean-Pierre Marielle : l'homme riche et dépressif
- Caroline Silhol : la femme de l'homme riche
- Jean-Yves Berteloot : l'homme de la boîte de nuit
- Bruno Cremer : l'amateur d'art
- Maurice Travail : le client de Monique
- Dominique Besnehard : un ami de Bob
- Bernard Farcy : un ami de Bob
- Michel Such : le dragueur lourd
- Michel Pilorgé : l'automobiliste

## Autour du film
- Après Les Valseuses et Préparez vos mouchoirs, le nouveau tandem Depardieu-Blanc formé dans ce film permet au réalisateur d'explorer d'autres aspects d'une relation masculine entre deux acteurs, essentiellement au travers du thème de rapports dominant/dominé. Bertrand Blier voulait refaire le trio des Valseuses (Gérard Depardieu, Patrick Dewaere et Miou-Miou) pour ce film, mais Patrick Dewaere, pour qui le rôle d'Antoine était prévu, met fin à ses jours au moment du projet[2]. Blier décide de suivre le projet, en gardant Depardieu et Miou-Miou. Il propose à Bernard Giraudeau le rôle d'Antoine, mais ce dernier étant déjà occupé par d'autres films, c'est finalement Michel Blanc qui est retenu.
- La sortie en salles de Tenue de soirée a surtout été marquée par un slogan provocateur « Putain de film ! » qui apparaissait sur les affiches en quatre fois plus gros que le titre, au point que certains spectateurs le prenaient justement pour le titre. D'une crudité inattendue pour l'époque, cette campagne contribua à attirer l'attention sur le film et aide à son succès commercial[3]. D'ailleurs, dans le film Grosse Fatigue de Michel Blanc, où il joue son propre rôle, un homme lui parlant de sa carrière désigne le film sous le titre Putain de film !.
- Le film a été interdit aux moins de 13 ans lors de sa sortie en salles en raison des « dialogues, ainsi que plusieurs scènes de ce film peuvent heurter certaines sensibilités notamment celles des jeunes adolescents »[4]. Depuis 1990, le palier d'interdictions des longs-métrages est réévalué sur le territoire français, Tenue de soirée a obtenu la mention tous publics.
- Ce film donne l'occasion à Michel Blanc de changer son image lorsque son personnage se rase la moustache (pour pouvoir ainsi s'habiller en femme). Il en sera de même plus tard pour Gérard Jugnot, son vieux camarade, dans le film Tandem.
- Une archive vidéo du tournage récemment redécouverte dévoile le bon mot improvisé entre deux prises par Gérard Depardieu la première fois que Michel Blanc s'est présenté à l'équipe entièrement travesti en femme : « C'est La Cage aux folles... Non, le « cageot folle »[5].
- Un des thèmes musicaux du film, composés par Serge Gainsbourg, était déjà utilisé dans le film Sex-shop de Claude Berri (1972) lors de la scène dans le Club Love.

## Accueil
Tenue de soirée totalise 3 144 799 entrées en France lors de sa sortie en salles, dont 823 433 entrées à Paris où il reste deux semaines en tête du box-office. Il est l'un des plus grands succès de Bertrand Blier derrière Les Valseuses (5 726 031 entrées en 1974).
Le film connaît une sortie aux États-Unis, rapportant 925 952 $.

## Distinctions

### Récompenses
- Festival de Cannes 1986 : Prix d'interprétation masculine pour Michel Blanc (ex æquo avec Bob Hoskins pour Mona Lisa)
- National Board of Review 1986 : Prix du top films étrangers

### Nominations
- Festival de Cannes 1986 : Palme d'or pour Bertrand Blier
- César 1987 :
  - Meilleur film
  - Meilleur réalisateur pour Bertrand Blier
  - Meilleur scénario pour Bertrand Blier
  - Meilleure musique pour Serge Gainsbourg
  - Meilleur montage pour Claudine Merlin
  - Meilleur acteur pour Michel Blanc
  - Meilleure actrice pour Miou-Miou
  - Meilleur son pour Dominique Hennequin et Bernard Bats